# Maison d’Adam et Ève (Clermont-Ferrand)

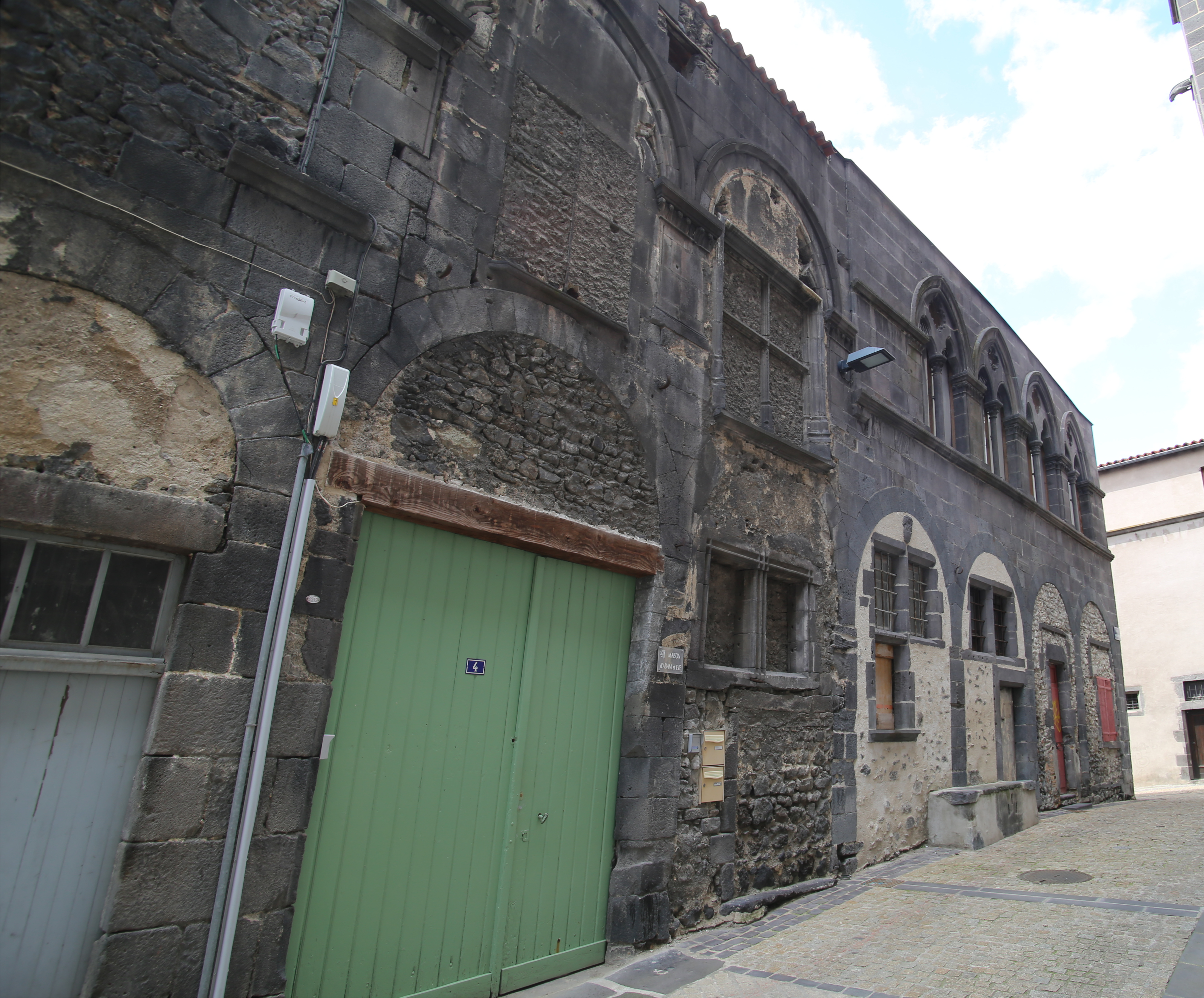
Nordfassade der beiden Häuser der Maison d’Adam et Ève

Die Maison d’Adam et Ève (deutsch: «Haus Adam und Eva») ist ein Baukomplex aus dem Mittelalter und der Frühen Neuzeit in der französischen Stadt Clermont-Ferrand.
Die Baugruppe besteht aus zwei benachbarten historischen Bürgerhäusern, von denen das eine nur noch als Ruine vorhanden ist. Die Anlage steht in der Nähe der Kirche Notre-Dame-de-Prospérité im historischen Zentrum der ehemaligen Stadt Montferrand, die 1630 aufgrund eines königlichen Edikts mit der Nachbarstadt Clairmont zur neuen Stadt Clermont-Ferrand vereinigt wurde. Die Maison d’Adam et Ève ist seit 1924 als Monument historique eingetragen.

## Architektur
Auf der Parzelle mit der Maison d’Adam et Ève standen früher zwei Wohngebäude, von denen das ältere im 12. oder dem 13. Jahrhundert und das zweite im 16. Jahrhundert gebaut wurde. Im 15. Jahrhundert entstand im Zwischenhof ein Treppenturm.

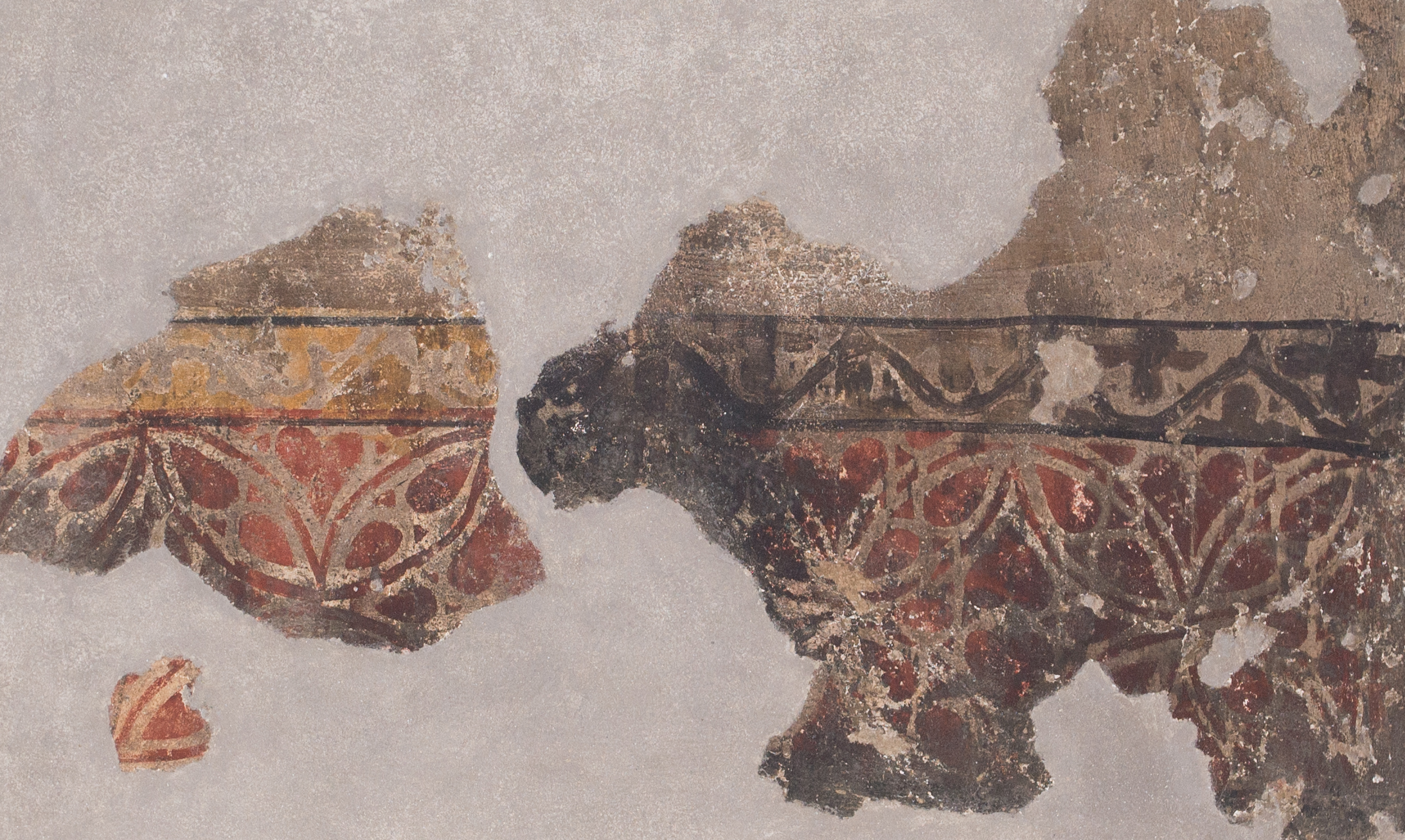
Fragment eines mittelalterlichen Freskos

Im späten 19. Jahrhundert, als beide Teile in den Besitz eines gemeinsamen Eigentümers gelangt waren, wurde das ältere Gebäude mit Ausnahme der Straßenfassade zur Rue Montorcier abgebrochen. Diese Außenmauer weist im Erdgeschoss zwei hohe Arkaden und im Obergeschoss zwei große Fensterbögen auf. Alle vier Öffnungen wurden im späten Mittelalter zugemauert und mit kleineren Fenstern ausgestattet. Ein neues einfaches Tor verschließt den Zugang an der Rue Montorcier. Der Bauplatz ist im Innern seit dem Abbruch der Zwischenböden und des Daches leer und bildet eine Baulücke und einen vom Nachbarhaus zugänglichen Innenhof. 1972 wurde das letzte Fragment eines geometrischen Freskobildes von einer Wand im ehemaligen Erdgeschoss abgenommen.
Das im frühen 16. Jahrhundert daneben errichtete Nachbarhaus hat den Eingang an der Rue Sainte-Marie. Es besteht aus einem Gewölbekeller, zwei Wohngeschossen und einem Dachgeschoss.
Die Mauern der Gebäude sind in Volvic-Stein ausgeführt.

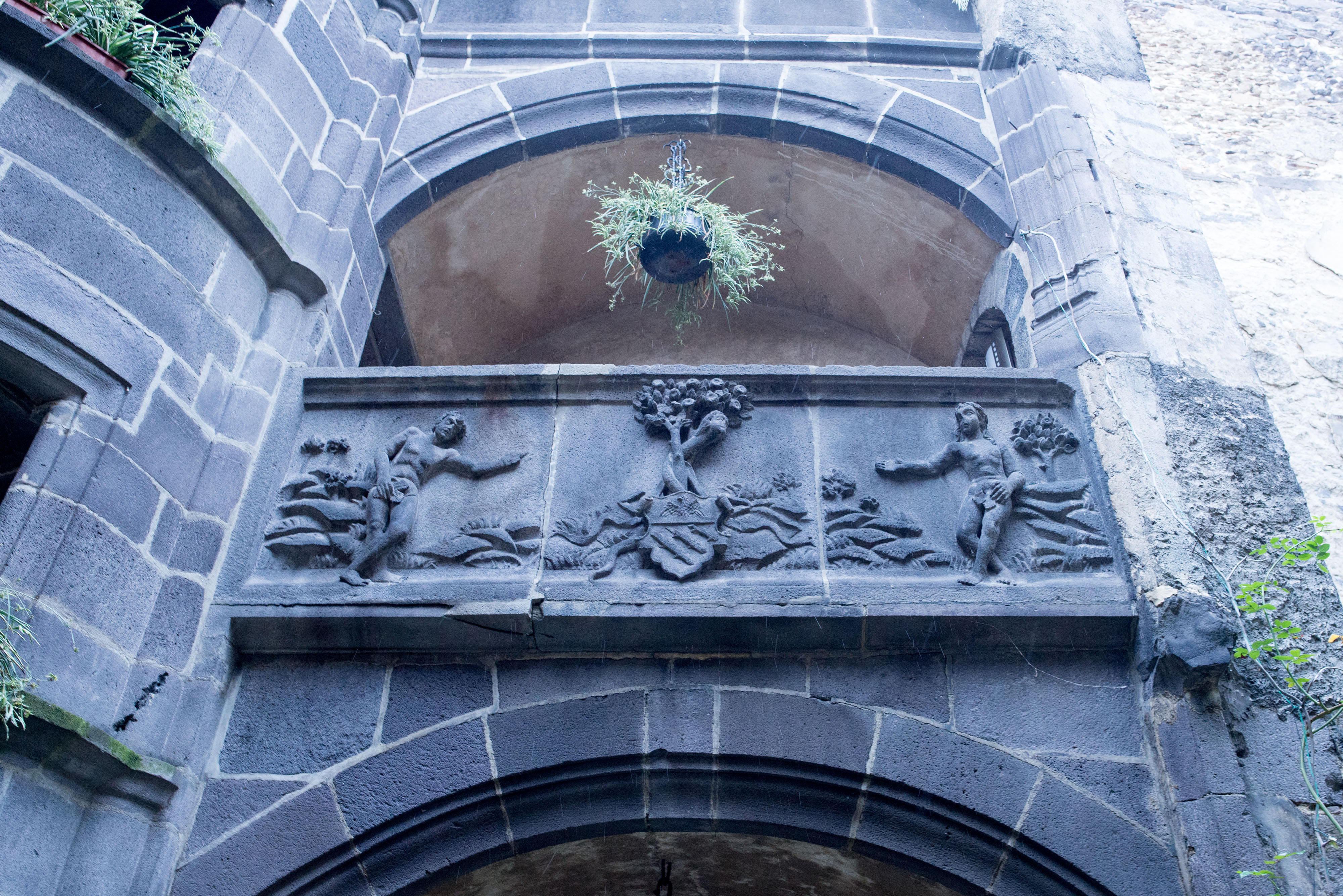
Adam und Eva neben dem Baum der Erkenntnis und einem Familienwappen. Relief an der Terrassenbrüstung

Die Terrasse neben dem Treppenturm aus dem 15. Jahrhundert zeichnet sich durch eine bedeutende Bauplastik aus. Ein großformatiges Relief auf drei Steinplatten der Brüstung zeigt neben einem heraldischen Motiv (Familien Mazuer und Souchon) die Darstellung des Sündenfalls. Daher kommt offenbar der Name der Anlage Maison d’Adam et Ève.